# Cardiocondyla wheeleri
Cardiocondyla wheeleri är en myrart som beskrevs av Hugo Viehmeyer 1914. Cardiocondyla wheeleri ingår i släktet Cardiocondyla och familjen myror. Inga underarter finns listade.